# Liste der Baudenkmäler in Warmensteinach
Auf dieser Seite sind die Baudenkmäler in der oberfränkischen Gemeinde Warmensteinach zusammengestellt. Diese Tabelle ist eine Teilliste der Liste der Baudenkmäler in Bayern. Grundlage ist die Bayerische Denkmalliste, die auf Basis des Bayerischen Denkmalschutzgesetzes vom 1. Oktober 1973 erstmals erstellt wurde und seither durch das Bayerische Landesamt für Denkmalpflege geführt wird. Die folgenden Angaben ersetzen nicht die rechtsverbindliche Auskunft der Denkmalschutzbehörde.
 Diese Liste gibt den Fortschreibungsstand vom 21. November 2014 wieder und enthält 17 Baudenkmäler.

## Baudenkmäler nach Gemeindeteilen

### Grassemann
| Lage                       | Objekt                                         | Beschreibung                                                                           | Akten-Nr.     | Bild           |
| -------------------------- | ---------------------------------------------- | -------------------------------------------------------------------------------------- | ------------- | -------------- |
| Grassemann 3 (Standort)    | Wohnstallhaus, heute Freilandmuseum Grassemann | Eingeschossiger Satteldachbau, Blockbau, verschalt, 1698, 1760 Einbau der Schwarzküche | D-4-72-198-6  | weitere Bilder |
| Grassemannslohe (Standort) | Grenzstein                                     | Granit, bezeichnet „1767“, ersetzte den zerstörten Stein von 1536                      | D-4-72-453-13 | weitere Bilder |

### Hütten
| Lage                | Objekt   | Beschreibung | Akten-Nr.     | Bild     |
| ------------------- | -------- | --- | ------------- | -------- |
| Hütten 5 (Standort) | Wohnhaus | Zweigeschossiger, traufständiger Satteldachbau auf hohem Kellergeschoss in Hanglage, rückseitig drei Keller, 18. Jahrhundert, heutiges Erscheinungsbild 19. Jahrhundert | D-4-72-198-18 | Wohnhaus |

### Mähring
| Lage                 | Objekt        | Beschreibung                                                                                    | Akten-Nr.     | Bild |
| -------------------- | ------------- | ----------------------------------------------------------------------------------------------- | ------------- | ---- |
| Mähring 1 (Standort) | Wohnstallhaus | Eingeschossiger Satteldachbau, teils in Blockbauweise, Bruchsteinsockel, frühes 18. Jahrhundert | D-4-72-198-16 | BW   |

### Neuwerk
| Lage                      | Objekt        | Beschreibung                                                   | Akten-Nr.     | Bild |
| ------------------------- | ------------- | -------------------------------------------------------------- | ------------- | ---- |
| Warme Steinach (Standort) | Neuwerkbrücke | Einjochige Bogenbrücke, Sandsteinquader, Mitte 19. Jahrhundert | D-4-72-198-13 | BW   |

### Oberwarmensteinach
| Lage                             | Objekt                                   | Beschreibung                                                                                      | Akten-Nr.     | Bild           |
| -------------------------------- | ---------------------------------------- | ------------------------------------------------------------------------------------------------- | ------------- | -------------- |
| In Oberwarmensteinach (Standort) | Zwei Grabplatten                         | In die Friedhofsmauer eingelassen, Kalkstein, bezeichnet „1608“ und „1618“                        | D-4-72-198-10 | weitere Bilder |
| In Oberwarmensteinach (Standort) | Privatkapelle                            | Walmdachbau aus Granitquadern mit Glockenreiter, neugotisch, zweite Hälfte 19. Jahrhundert        | D-4-72-198-8  | weitere Bilder |
| Oberwarmensteinach 6 (Standort)  | Katholische Kuratiekirche St. Laurentius | Barocker Saalbau mit Walmdach und Westturm mit Zwiebelhaube, 1755–57; mit Ausstattung             | D-4-72-198-7  | weitere Bilder |
| Oberwarmensteinach 23 (Standort) | Bildstock                                | Sandsteinpfeiler mit Laternenaufsatz, in der Nische Figur des Heiligen Nepomuk, bezeichnet „1821“ | D-4-72-198-9  | Bildstock      |

### Warmensteinach
| Lage                             | Objekt                                | Beschreibung | Akten-Nr.     | Bild                                  |
| -------------------------------- | ------------------------------------- | --- | ------------- | ------------------------------------- |
| Bahnhofstraße 100 (Standort)     | Bahnhof                               | Zweigeschossiger Halbwalmdachbau, Polygonalmauerwerk, Schieferdach, historistisch 1899, Nebengebäude, eingeschossiger Satteldachbau, Polgonmauerwerk, historistisch, 1899 | D-4-72-198-12 | Bahnhof                               |
| Bayreuther Straße 110 (Standort) | Ehemaliges Eisenbahnerwohnhaus        | Eingeschossiger Satteldachbau mit Drempel und Querbau mit abgewalmten Satteldach, Erdgeschoss massiv, Außentreppe, Drempel und Giebel Sichtfachwerk, Heimatstil, 1905     | D-4-72-198-17 | weitere Bilder                        |
| Im Winkel (Standort)             | Kriegerdenkmal                        | Runde Anlage mit vorgelagerter Treppe, zentraler Granitpfeiler mit Adler, 1929, 1950                                                                                      | D-4-72-198-5  | BW                                    |
| Kirchweg 18 (Standort)           | Ehemaliges markgräfliches Beamtenhaus | Zweigeschossiger Walmdachbau, Türrahmung mit gesprengtem Giebel, geohrte Fensterrahmungen, bezeichnet „1769“                                                              | D-4-72-198-2  | Ehemaliges markgräfliches Beamtenhaus |
| Kirchweg 19 (Standort)           | Pfarrhaus                             | Zweigeschossiger Walmdachbau, Gewände mit Ohrungen, erste Hälfte 18. Jahrhundert, hofseitig zweigeschossiger Anbau mit Mansardgiebeldach, 19. Jahrhundert                 | D-4-72-198-3  | weitere Bilder                        |
| Kirchweg 20 (Standort)           | Evangelisch-lutherische Pfarrkirche   | Saalbau mit Walmdach, Westturm mit Haubendach, Langhaus bezeichnet „1705“, Turm bezeichnet „1734“; mit Ausstattung                                                        | D-4-72-198-1  | weitere Bilder                        |
| Kirchweg 20 (Standort)           | Gruft                                 | Gruft der Familie Herrmann, Walmdachbau mit Volutengiebel, Sandstein, bezeichnet „1790“ von Lorenz Arzberger                                                              | D-4-72-198-1  | weitere Bilder                        |

### Warmensteinacher Forst-Nord
| Lage                     | Objekt                            | Beschreibung                                                                                           | Akten-Nr.    | Bild           |
| ------------------------ | --------------------------------- | --- | ------------ | -------------- |
| Lachengestätt (Standort) | Wasserspeicher der Stadt Bayreuth | Tonnendachbau mit Eckpfeilern, Granitquader und Beton, bekrönt von Wasserschale mit Schlangen, 1906/09 | D-4-72-470-1 | weitere Bilder |

### Zainhammer
| Lage                           | Objekt              | Beschreibung                                             | Akten-Nr.     | Bild           |
| ------------------------------ | ------------------- | -------------------------------------------------------- | ------------- | -------------- |
| Pfeifer; Schanzberg (Standort) | Burgruine Wurzstein | Mauerreste des Bergfrieds und des Palas, mittelalterlich | D-4-72-198-11 | weitere Bilder |